# Pipistrellus hanaki
Il pipistrello di Hanaki (Pipistrellus hanaki  Benda & Hulva, 2004) è un pipistrello della famiglia dei Vespertilionidi endemico della Libia.

## Descrizione

### Dimensioni
Pipistrello di piccole dimensioni, con la lunghezza della testa e del corpo tra 41 e 49 mm, la lunghezza dell'avambraccio tra 31 e 33 mm, la lunghezza della coda tra 32 e 39 mm, la lunghezza delle orecchie tra 10 e 13 mm e un peso fino a 7 g.

### Aspetto
La pelliccia è corta, densa e soffice. Le parti dorsali variano dal marrone al bruno-rossastro con la base dei peli più scura, mentre le parti ventrali sono marroni chiare. Il muso è marrone scuro. Le orecchie sono marroni scure, triangolari, ben separate tra loro e con l'estremità arrotondata. Il trago è lungo circa la metà del padiglione auricolare, con il margine anteriore quasi diritto, quello posteriore leggermente convesso con un piccolo lobo alla base e con la punta arrotondata. Le membrane alari sono marroni scure. La lunga coda è inclusa completamente inclusa nell'ampio uropatagio. 

### Ecolocazione
Emette ultrasuoni a basso ciclo di lavoro attraverso impulsi a frequenza modulata o quasi costante con picchi a 45 kHz.

## Biologia

### Alimentazione
Si nutre di insetti.

### Riproduzione
Femmine gravide sono state catturate a maggio. Danno alla luce 2 piccoli alla volta.

## Distribuzione e habitat
Questa specie è conosciuta soltanto in 8 località della regione libica della Cirenaica.
Vive nelle boscaglie mediterranee talvolta miste a zone agricole fino a 500 metri di altitudine.

## Conservazione
La IUCN Red List, considerato che questa specie è stata scoperta solo recentemente e non ci sono informazioni circa lo stato della popolazione, la distribuzione e le eventuali minacce, classifica P.hanaki come specie con dati insufficienti (DD).